# Notoraja ochroderma
Notoraja ochroderma és una espècie de peix de la família dels raids i de l'ordre dels raïformes.

## Reproducció
És ovípar i les femelles ponen càpsules d'ous, les quals presenten com unes banyes a la closca.

## Alimentació
Menja invertebrats.

## Hàbitat
És un peix marí, de clima tropical i demersal que viu entre 444–450 m de fondària.

## Distribució geogràfica
Es troba a l'oceà Pacífic occidental central.

## Observacions
És inofensiu per als humans.